# GMM Bravo
GMM Bravo (tiếng Thái: จีเอ็มเอ็ม บราโว่, viết cách điệu GMM BRAVO!) là một công ty con phụ trách sản xuất nội dung truyền hình  thuộc GMM Grammy tại Thái Lan. Nó giữ vai trò như một đơn vị sáng tạo nội dung để sản xuất phim truyền hình thông qua việc sử dụng nguồn âm nhạc của tập đoàn cho kênh truyền hình kỹ thuật số GMM 25.

## Lịch sử
Thành lập vào ngày 1 tháng 6 năm 2016, GMM Bravo là một sản phẩm cải tiến của GMM 25 trong các chương trình nhằm mục đích tăng doanh thu lên 800 triệu ฿. Với sự sáng tạo đó, Fahmai Damrongchaitham được giao nhiệm vụ dẫn dắt công ty và nổ lực thúc đẩy GMM Bravo sản xuất nhiều phim truyền hình thu hút khán giản ở độ tuổi 15–34.
Với dự án tiên phong Bangkok Love Stories, một bộ phim truyền hình dựa trên các ca khúc nổi tiếng của GMM Grammy như "Khon Mee Saneh" (คนมีเสน่ห์) của Nakharin Kingsak, "Phae Thang" (แพ้ทาง) của Labanoon, "Kep Rak" (เก็บรัก) của Chaiamorn Kaewwiboonpan và "Please" của Chanakan Rattana-udom.
Vào năm 2018, GMM Bravo đã tổ chức "BRAVO! BOYS", nhằm tìm kiếm những tài năng nam tại Thái Lan cũng như khu vực lân cận Myanmar, Việt Nam, Lào và Campuchia để mở rộng nội dung trên nền tảng kỹ thuật số. Một trong số người chiến thắng là Ekkaphon Deeboonmee Na Chumphae (Au), Nuttapong Boonyuen (Max), Thanadol Auepong (Parm), Chindanai Dechawaleekul (Hearth), Vayu Kessuvit (Few), Martin Sidel, Thanawin Teeraphosukarn (Louis) và Pawin Kulkarunyawich (Win). Ngoài ra còn có sự tham gia của Everest Moe (Eve) đến từ Myanmar, Jah Deth Teng Hortnarong đến từ Campuchia và Lê Trung Hiếu đến từ Việt Nam.
Đáng chú ý là The Stranded (เคว้ง), một bộ phim truyền hình mà công ty đã sản xuất cùng với H2L Media Group hợp tác với Netflix Studios. Nó cùng với Shimmers (อุบัติกาฬ) là một trong hai chương trình gốc Thái Lan đầu tiên trên Netflix.

## Danh sách chương trình của GMM Bravo
| Năm                                                             | Tiêu đề                                                      | Tập    | Tham khảo |
| --------------------------------------------------------------- | ------------------------------------------------------------ | ------ | --------- |
| 2016                                                            | Melodies of Life ตอน คนไม่มีแฟน                                | 15     | [ 17 ]    |
| 2016                                                            | Melodies of Life ตอน ภาพลวงตา                                | 13     | [ 17 ]    |
| 2016                                                            | Encore 100 Million Views เชือกวิเศษไตรภาค ตอน เกมกระชากรัก      | 5      | [ 17 ]    |
| 2016                                                            | Encore 100 Million Views ลมเปลี่ยนทิศไตรภาค ตอน Man In The Rain | 4      | [ 17 ]    |
| 2016                                                            | Love Rhythms ตอน อยากจะร้องดังดัง                               | 13     | [ 17 ]    |
| 2016                                                            | Encore 100 Million Views ลมเปลี่ยนทิศไตรภาค ตอน The Last Winter | 5      | [ 17 ]    |
| 2016                                                            | Encore 100 Million Views เชือกวิเศษไตรภาค ตอน ปีนผาคว้าเลิฟ       | 3      | [ 17 ]    |
| 2016                                                            | Encore 100 Million Views เชือกวิเศษไตรภาค ตอน วันที่เธอหายไป      | 5      | [ 17 ]    |
| 2016                                                            | Encore 100 Million Views ลมเปลี่ยนทิศไตรภาค ตอน Summer Buddies  | 4      | [ 17 ]    |
| 2016                                                            | Melodies of Life ตอน Bad Friends เดอะซีรีส์                     | 13     | [ 17 ]    |
| 2016                                                            | Encore 100 Million Views ภูมิแพ้กรุงเทพไตรภาค ตอน สาวน้อยอินเดอะซิตี้ | 5      | [ 17 ]    |
| 2016                                                            | Melodies of Life ตอน เป็นอย่างงี้ตั้งแต่เกิด                         | 12     | [ 17 ]    |
| 2016                                                            | Encore 100 Million Views ไม่เคยไตรภาค ตอน ชายในสายหมอก        | 4      | [ 17 ]    |
| 2016                                                            | Love Rhythms ตอน Daddy จำเป็น                                 | 13     | [ 17 ]    |
| 2017                                                            |                                                              |        |           |
| Encore 100 Million Views ภูมิแพ้กรุงเทพไตรภาค ตอน Lost In คีรีวง      | 4                                                            | [ 17 ] |           |
| Encore 100 Million Views ไม่เคยไตรภาค ตอน ลืมรัก ไม่ลืมเธอ           | 5                                                            | [ 17 ] |           |
| Encore 100 Million Views ภูมิแพ้กรุงเทพไตรภาค ตอน ปั้นรักใหม่หัวใจดวงเดิม | 5                                                            | [ 17 ] |           |
| Encore 100 Million Views ไม่เคยไตรภาค ตอน คำพูดที่หายไป             | 4                                                            | [ 17 ] |           |
| Bangkok Love Stories: Please                                    | 13                                                           | [ 5 ]  |           |
| Bangkok Love Stories: My Weakness                               | 13                                                           | [ 5 ]  |           |
| Bangkok Love Stories: Keep Love                                 | 13                                                           | [ 5 ]  |           |
| Bangkok Love Stories: Charming Person                           | 13                                                           | [ 5 ]  |           |
| 2018                                                            | Bangkok Love Stories: Innocence                              | 13     |           |
| 2018                                                            | Bangkok Love Stories: Hey You!                               | 13     |           |
| 2019                                                            | Bangkok Love Stories: Plead                                  | 13     |           |
| 2019                                                            | Bangkok Love Stories: Objects of Affection                   | 13     |           |
| 2019                                                            | Miss Culinary                                                | 13     | [ 18 ]    |
| 2019                                                            | The Stranded                                                 | 7      | [ 19 ]    |
| 2019                                                            | Bangkok Buddies                                              | 13     | [ 18 ]    |